# John McLaughlin (Fußballspieler, 1952)
John Thomas McLaughlin (* 25. Februar 1952 in Liverpool) ist ein ehemaliger englischer Fußballspieler. Als Mittelfeldspieler galt er beim FC Liverpool als eines der größten Talente seiner Zeit. Er konnte sich zu Beginn der 1970er-Jahre jedoch sportlich nicht durchsetzen und beendete verletzungsbedingt die Profikarriere im Alter von nur 24 Jahren.

## Sportlicher Werdegang
Der in Liverpool geborene und in der Schulmannschaft als Fußballer gereifte McLaughlin schloss sich im Jugendalter dem heimischen FC Liverpool an. Dort unterzeichnete er an seinem 17. GeburtstagJahren den ersten Profivertrag und mit guten Leistungen in der Reservemannschaft empfahl sich der junge Mittelfeldspieler Cheftrainer Bill Shankly für höhere Aufgaben. Shankly zeigte sich begeistert und bezeichnete McLaughlin als das seit langer Zeit größte Talent, das aus dem Schulsport zu ihm gekommen war. Der so Gepriesene zeichnete sich durch eine sehr reif wirkende Spielweise und ein gutes taktisches Verständnis aus. Nach einem Jahr der Eingewöhnung debütierte McLaughlin am 18. Februar 1970 in einem Erstligaspiel gegen den FC Chelsea, das mit 1:2 verloren ging. Es blieb sein einziger Auftritt in der Saison 1969/70, die mit einem vergleichsweise enttäuschenden fünften Rang endete und 15 Punkte zum Stadtrivalen und neuen Meister FC Everton einen Wendepunkt markierte – dazu hatte man sich eine bittere Pokalniederlage gegen den Zweitligisten FC Watford geleistet. Shankly baute den etwas in die Jahre gekommenen Kader weitreichend um und McLaughlin sollte im kreativen Mittelfeld ein Schlüsselelement dieser Transformation sein.
McLaughlin stand in der ersten Begegnung der Saison 1970/71 auswärts beim FC Burnley (2:1) in der Startelf und eine Woche später krönte er seinen Einstand im heimischen Anfield-Stadion mit zwei Toren zu einem 4:0-Sieg gegen Huddersfield Town. Obwohl er in keinem weiteren Ligaspiel einen Treffer erzielen konnte, blieb er in insgesamt 33 Partien der laufenden Spielzeit eine feste Größe. In den Pokalwettbewerben verlor er jedoch zum Ende hin seinen Platz in der Mannschaft, so dass er sowohl bei der 1:2-Finalniederlage im FA Cup gegen den FC Arsenal als auch im Messepokal das Semifinale gegen den späteren Sieger Leeds United verpasste. Wie im Jahr zuvor, hatte Liverpool deutlich hinter dem neuen Meister nur den fünften Platz belegt und so führte Shankly seinen Umbau fort. Neben Spielern wie Kevin Keegan, John Toshack und Ray Clemence für die altgedienten Roger Hunt, Ian St. John und Tommy Lawrence waren es vor allem Spieler wie der aufstrebende Brian Hall sowie der Neuzugang Peter Cormack, die im kreativen Mittelfeld die Fäden zogen und McLaughlin die sportliche Perspektive raubten. In der Saison 1971/72 bestritt er nur sechs Pflichtspiele und in den darauf folgenden vier Jahren zusammen gerade einmal drei weitere. Das letzte Spiel fand am 10. September 1974 gegen den FC Brentford statt und endete im Ligapokal mit 2:1.
In der Saison 1975/76 lieh ihn der FC Liverpool an den von Ian St. John trainierten Zweitligisten FC Portsmouth aus. Dazu verbrachte er die Sommermonate 1975 und 1976 in der nordamerikanischen NASL bei den Philadelphia Atoms und Dallas Tornado, bevor er sich im Alter von nur 24 Jahren aufgrund einer Knieverletzung aus dem Profisport zurückzog. In der Folgezeit trat er nur noch im Amateurfußball in Erscheinung.